# Polska Wieś (Varmie-Mazurie)
Pour les articles homonymes, voir Polska Wieś.
Polska Wieś est un village de Pologne, située dans le gmina de Mrągowo, dans le powiat de Mrągowo, dans la voïvodie de Varmie-Mazurie.
En 2021, le village compte 390 habitants.